# ヴォッカ
ヴォッカ（伊: Vocca）は、イタリア共和国ピエモンテ州ヴェルチェッリ県にある、人口約200人の基礎自治体（コムーネ）。

## 地理

### 位置・広がり
| 隣接するコムーネは以下の通り。 - バルムッチア - ボルゴセージア - クラヴァリアーナ - ポストゥア - スコーパ - ヴァラッロ |

## 行政

### 分離集落
ヴォッカには、以下の分離集落（フラツィオーネ）がある。
- Centro, Chiesa (sede comunale e parrocchiale), Bettola, Isola, Mogliane, Fossati, Sassiglioni.